# 第17回クリティクス・チョイス・アワード
第17回クリティクス・チョイス・アワードは、2011年の映画を対象としており、2012年1月13日に結果が発表された。式典はVH1が放送した。司会はポール・シェアーとロブ・ヒューベルが務めた。
ノミネートは2011年12月13日に発表された。

## ノミネート一覧
太字が受賞。

### 作品賞
- 『アーティスト』
  - 『ファミリー・ツリー』
  - 『ドライヴ』
  - 『ものすごくうるさくて、ありえないほど近い』
  - 『ヘルプ 〜心がつなぐストーリー〜』
  - 『ヒューゴの不思議な発明』
  - 『ミッドナイト・イン・パリ』
  - 『マネーボール』
  - 『ツリー・オブ・ライフ』
  - 『戦火の馬』

### 主演男優賞
- ジョージ・クルーニー - 『ファミリー・ツリー』
  - レオナルド・ディカプリオ - 『J・エドガー』
  - ジャン・デュジャルダン - 『アーティスト』
  - マイケル・ファスベンダー - 『SHAME -シェイム-』
  - ライアン・ゴズリング - 『ドライヴ』
  - ブラッド・ピット - 『マネーボール』

### 主演女優賞
- ヴィオラ・デイヴィス - 『ヘルプ 〜心がつなぐストーリー〜』
  - エリザベス・オルセン - 『マーサ、あるいはマーシー・メイ』
  - メリル・ストリープ - 『マーガレット・サッチャー 鉄の女の涙』
  - ティルダ・スウィントン - 『少年は残酷な弓を射る』
  - シャーリーズ・セロン - 『ヤング≒アダルト』
  - ミシェル・ウィリアムズ - 『マリリン 7日間の恋』

### 助演男優賞
- クリストファー・プラマー - 『人生はビギナーズ』
  - ケネス・ブラナー - 『マリリン 7日間の恋』
  - アルバート・ブルックス - 『ドライヴ』
  - ニック・ノルティ - Warrior
  - パットン・オズワルト - 『ヤング≒アダルト』
  - アンディ・サーキス - 『猿の惑星: 創世記』

### 助演女優賞
- オクタヴィア・スペンサー - 『ヘルプ 〜心がつなぐストーリー〜』
  - ベレニス・ベジョ - 『アーティスト』
  - ジェシカ・チャステイン - 『ヘルプ 〜心がつなぐストーリー〜』
  - メリッサ・マッカーシー - 『ブライズメイズ 史上最悪のウェディングプラン』
  - キャリー・マリガン - 『SHAME -シェイム-』
  - シェイリーン・ウッドリー - 『ファミリー・ツリー』

### 若手俳優賞
- トーマス・ホーン - 『ものすごくうるさくて、ありえないほど近い』
  - エイサ・バターフィールド - 『ヒューゴの不思議な発明』
  - エル・ファニング - 『SUPER8/スーパーエイト』
  - エズラ・ミラー - 『少年は残酷な弓を射る』
  - シアーシャ・ローナン - 『ハンナ』
  - シェイリーン・ウッドリー - 『ファミリー・ツリー』

### アンサンブル演技賞
- 『ヘルプ 〜心がつなぐストーリー〜』
  - 『アーティスト』
  - 『ブライズメイズ 史上最悪のウェディングプラン』
  - 『ファミリー・ツリー』
  - 『スーパー・チューズデー 〜正義を売った日〜』

### 監督賞
- ミシェル・アザナヴィシウス - 『アーティスト』
  - スティーブン・ダルドリー - 『ものすごくうるさくて、ありえないほど近い』
  - アレクサンダー・ペイン - 『ファミリー・ツリー』
  - ニコラス・ウィンディング・レフン - 『ドライヴ』
  - マーティン・スコセッシ - 『ヒューゴの不思議な発明』
  - スティーヴン・スピルバーグ - 『戦火の馬』

### オリジナル脚本賞
- ウディ・アレン - 『ミッドナイト・イン・パリ』
  - ミシェル・アザナヴィシウス - 『アーティスト』
  - ウィル・ライザー - 『50/50 フィフティ・フィフティ』
  - トム・マッカーシー、ジョー・ティボニ - 『WIN WIN ダメ男とダメ少年の最高の日々』
  - ディアブロ・コーディ - 『ヤング≒アダルト』

### 脚色賞
- スティーヴン・ザイリアン、アーロン・ソーキン - 『マネーボール』
  - アレクサンダー・ペイン、ナット・ファクソン、ジム・ラッシュ - 『ファミリー・ツリー』
  - エリック・ロス - 『ものすごくうるさくて、ありえないほど近い』
  - テイト・テイラー - 『ヘルプ 〜心がつなぐストーリー〜』
  - ジョン・ローガン - 『ヒューゴの不思議な発明』

### 撮影賞
- エマニュエル・ルベツキ - 『ツリー・オブ・ライフ』
- ヤヌス・カミンスキー - 『戦火の馬』（タイ）
  - ニュートン・トーマス・サイジェル - 『ドライヴ』
  - ロバート・リチャードソン - 『ヒューゴの不思議な発明』
  - ギョーム・シフマン - 『アーティスト』

### 美術賞
- ダンテ・フェレッティ（プロダクションデザイナー）、フランチェスカ・ロ・スチアーヴォ（装置監督） - 『ヒューゴの不思議な発明』
  - ジャック・フィスク（プロダクションデザイナー）、デヴィッド・クランク（美術監督） - 『ツリー・オブ・ライフ』
  - ローレンス・ベネット（プロダクションデザイナー）、ジョージ・S・フーパー（美術監督） - 『アーティスト』
  - リック・カーター（プロダクションデザイナー）、リー・サンダルズ（装置監督） - 『戦火の馬』
  - スチュアート・クレイグ（プロダクションデザイナー）、ステファニー・マクミラン（装置監督） - 『ハリー・ポッターと死の秘宝 PART2』

### 編集賞
- カーク・バクスター、アンガス・ウォール - 『ドラゴン・タトゥーの女』
  - セルマ・スクーンメイカー - 『ヒューゴの不思議な発明』
  - マシュー・ニューマン - 『ドライヴ』
  - ミシェル・アザナヴィシウス、アン＝ソフィー・ビオン - 『アーティスト』
  - マイケル・カーン - 『戦火の馬』

### 衣裳デザイン賞
- マーク・ブリッジス - 『アーティスト』
  - ジル・テイラー - 『マリリン 7日間の恋』
  - マイケル・オコナー - 『ジェーン・エア』
  - サンディ・パウエル - 『ヒューゴの不思議な発明』
  - シャレン・デイヴィス - 『ヘルプ 〜心がつなぐストーリー〜』

### メイクアップ賞
- 『ハリー・ポッターと死の秘宝 PART2』
  - 『アルバート氏の人生』
  - 『J・エドガー』
  - 『マリリン 7日間の恋』
  - 『マーガレット・サッチャー 鉄の女の涙』

### 視覚効果賞
- 『猿の惑星: 創世記』
  - 『ハリー・ポッターと死の秘宝 PART2』
  - 『ヒューゴの不思議な発明』
  - 『SUPER8/スーパーエイト』
  - 『ツリー・オブ・ライフ』

### 音響賞
- 『ハリー・ポッターと死の秘宝 PART2』
  - 『ヒューゴの不思議な発明』
  - 『SUPER8/スーパーエイト』
  - 『ツリー・オブ・ライフ』
  - 『戦火の馬』

### アニメ映画賞
- 『ランゴ』
  - 『アーサー・クリスマスの大冒険』
  - 『カンフー・パンダ2』
  - 『長ぐつをはいたネコ』
  - 『タンタンの冒険/ユニコーン号の秘密』

### アクション映画賞
- 『ドライヴ』
  - 『ワイルド・スピード MEGA MAX』
  - 『ハンナ』
  - 『猿の惑星: 創世記』
  - 『SUPER8/スーパーエイト』

### コメディ映画賞
- 『ブライズメイズ 史上最悪のウェディングプラン』
  - 『ラブ・アゲイン』
  - 『モンスター上司』
  - 『ミッドナイト・イン・パリ』
  - 『ザ・マペッツ』

### 外国語映画賞
- 『別離』
  - 『ソハの地下水道』
  - 『ル・アーヴルの靴みがき』
  - 『私が、生きる肌』
  - 『私たちはどこに行くの?』

### ドキュメンタリー映画賞
- 『ジョージ・ハリスン/リヴィング・イン・ザ・マテリアル・ワールド』
  - Buck
  - 『世界最古の洞窟壁画 3D 忘れられた夢の記憶』
  - Page One: Inside the New York Times
  - 『プロジェクト・ニム』
  - 『アンディフィーテッド 栄光の勝利』

### 歌曲賞
- "Life's a Happy Song" - 歌: ジェイソン・シーゲル、エイミー・アダムス、ウォルター; 作詞: ブレット・マッケンジー - 『ザ・マペッツ』
  - "Hello Hello" - 歌: エルトン・ジョン、レディー・ガガ; 作詞: エルトン・ジョン、バーニー・トーピン - Gnomeo & Juliet
  - "Man or Muppet" - 歌: ジェイソン・シーゲル、ウォルター; 作詞: ブレット・マッケンジー - 『ザ・マペッツ』
  - "Pictures in My Head" - 歌: カーミット、マペット; 作詞: ジーニー・ルーリー、Aris Archontis、Chen Neeman - 『ザ・マペッツ』
  - "The Living Proof" - 歌: メアリー・J. ブライジ; 作詞: メアリー・J. ブライジ、トーマス・ニューマン、ハーヴィー・メイソン・Jr - 『ヘルプ 〜心がつなぐストーリー〜』

### 作曲賞
- ルドヴィック・ブールス - 『アーティスト』
  - クリフ・マルティネス - 『ドライヴ』
  - ハワード・ショア - 『ヒューゴの不思議な発明』
  - ジョン・ウィリアムズ - 『戦火の馬』
  - トレント・レズナー、アッティカス・ロス - 『ドラゴン・タトゥーの女』